# Les Deux Pigeons (film 1909)
Les Deux Pigeons è un cortometraggio muto del 1909 diretto da Camille de Morlhon.

## Produzione
Il film fu prodotto dalla Pathé Frères

## Distribuzione
Distribuito dalla Pathé Frères, uscì nelle sale nel 1909. La Pathé lo distribuì anche sul mercato americano facendolo uscire negli Stati Uniti il 7 agosto 1909 con il titolo in inglese The Two Pigeons.